# Bert (Allier)
Bert  es una localidad  y comuna francesa, situada en el departamento del Allier en la región administrativa de Auvernia.

## Demografía
| 547 | 514 | 415 | 410 | 315 | 273 |
| Para los censos de 1962 a 1999 la población legal corresponde a la población sin duplicidades (Fuente: INSEE [Consultar]) |     |     |     |     |     |